# Do Rud
Do Rud este un oraș din Iran.